# Parafia św. Józefa w Przemyślu
Parafia św. Józefa w Przemyślu – parafia rzymskokatolicka pod wezwaniem Świętego Józefa w Przemyślu, należąca do dekanatu Przemyśl II w archidiecezji przemyskiej. Erygowana w 1923. Mieści się przy ulicy św. Jana. Prowadzą ją Salezjanie.

## Historia
W 1893 roku na Zasaniu zawiązał się Komitet Budowy Kościoła pod przewodnictwem Stanisława Golińskiego. W latach 1906–1910 komitet czasowo zawiesił działalność.
26 lipca 1907 roku na zaproszenie bpa Józefa Sebastiana Pelczara przybyli z Oświęcimia do Przemyśla Salezjanie. Otrzymali oni z fundacji biskupa budynki i grunty u zbiegu ulic św. Jana Nepomucena i Bpa Jakuba Glazera. Pierwszym przełożonym salezjańskiej wspólnoty w Przemyślu był ks. August Hlond (późniejszy kardynał, Prymas Polski). Wkrótce rozpoczęli organizować życie zakonne i duszpasterskie, zajmując się młodzieżą, niekiedy bardzo zaniedbaną czy demoralizowaną przez żołnierzy stacjonujących w pobliskich koszarach. 
W założonej placówce w zasańskiej dzielnicy miasta, w czerwcu 1910 roku pod kierownictwem inż. Józefa Wojtygi rozpoczęto budowę „zakładu, sierocińca dla chłopców”. W październiku 1911 roku odbyło się poświęcenie dwupiętrowego gmachu „Oratorium” z kaplicą dla młodzieży i wiernych, którego dokonał bp Józef Sebastian Pelczar przy udziale Generała Zgromadzenia Salezjańskiego ks. Pawła Albera z Włoch.
12 sierpnia 1912 roku rozpoczęto budowę kościoła według projektu arch. prof. Akademii w Turynie Mario Ceradiniego, przy współpracy z arch. Stanisławem Majorskim i inż. Stefanem Mullerem z Krakowa. 4 maja 1913 roku bp Józef Sebastian Pelczar poświęcił kamień węgielny pod nowy kościół. Z powodu wybuchu I wojny światowej, po wybudowaniu naw kościoła, w lipcu 1914 roku budowę przerwano, a zakład wychowawczy został zamieniony na szpital wojskowy. Po zakończeniu działań wojennych wznowiono budowę i położono dach nad nawami bocznymi. W latach 1922–1923 na smukłych filarach nawy główniej zbudowano stylowe gotyckie sklepienie. 
Pierwszymi dyrektorami zakładu byli: ks. August Hlond SDB (1907–1909), ks. Walenty Kozak SDB (1909–1919), ks. Antoni Hlond SDB (1919–1924). Kolejni dyrektorzy byli równocześnie proboszczami parafii. W 1916 roku otwarto ogólnopolską szkołę organistowską. 
18 listopada 1923 roku kościół został poświęcony przez bpa Józefa Sebastiana Pelczara, który w tym dniu także erygował parafię pw. św. Józefa, z wydzielonego terytorium parafii Przemyśl-Katedra. W skład nowej parafii weszły: dzielnica „Zasanie”, Ostrów, Kuńkowce i Lipowica. Pierwszym proboszczem nowej parafii został dyrektor Zakładu Wychowawczego ks. Antoni Hlond (brat ks. Augusta Hlonda), a wikariuszem ks. Rudolf Komorek. 6 listopada 1927 roku został konsekrowany kościół i ołtarz główny, a pierwszą Mszę św. odprawił jego fundator bp Anatol Nowak.
30 maja 1945 roku podczas napadu żołnierzy sowieckich zginęli: ks. Jan Dolata SDB i br. Ludwik Cienciała SDB. W latach 1949–1950 wykonano dwa boczne ołtarze, według projektu arch. Mario Ceradiniego, które wykonał przemyski rzeźbiarz Kazimierz Koczapski. W latach 1961–1962 artysta malarz prof. Stanisław Jakubczyk z Krakowa wykonał polichromie. 5 października 1963 roku władze komunistyczne zagarnęły budynki szkolne, a Salezjańska Szkoła Organistowska w Przemyślu przestała istnieć. Po odzyskaniu budynków i kapitalnym remoncie od 1 września 2001 roku funkcjonuje szkoła dla młodzieży imienia bł. Augusta Czartoryskiego. W 2018 roku Salezjańska Szkoła Organistowska została reaktywowana.
8 czerwca 2023 roku dekretem abpa Adama Szala przy parafii zostało ustanowione Sanktuarium św. Józefa
Proboszczowie parafii:
1923–1924. ks. Antoni Hlond (Chlondowski) SDB.
1924–1925. ks. Michał Buloński SDB.
1925–1934. ks. Jan Świerc SDB.
1934–1945. ks. Antoni Śródka SDB.
1945–1950. ks. Stanisław Łukaszewski SDB.
1950–1957. ks. Zygmunt Kuzak SDB.
1957–1963. ks. Adam Cieślar SDB.
1963–1966. ks. Władysław Chmiel SDB.
1966–1972. ks. Bolesław Schneider SDB.
1972–1974. ks. Adam Cichoń SDB.
1974–1979. ks. Jerzy Grobelak SDB.
1979–1985. ks. Józef Sularz SDB.
1985–1991. ks. Tadeusz Szaniawski SDB.
1991–1993. ks. Józef Grzyb SDB.
1993–1999. ks. Tadeusz Horwat SDB.
1999–2005. ks. Leszek Leś SDB.
2005–2011. ks. Kazimierz Skałka SDB.
2011–2017. ks. Stanisław Mierzwa SDB.
2017–2023. ks. Bogdan Nowak SDB.
2023– nadal ks. Wiesław Wilkosz SDB.

## Zasięg parafii
Na terenie parafii jest 6 750 wiernych mieszkających przy ulicach: Barska (numery parzyste), ks. Brzóski, Cmentarna, Dolińskiego (do numeru 29), Drzymały, Felicjanek, Biskupa Glazera (numery parzyste, a nieparzyste od 1–37), Goszczyńskiego, Grunwaldzka (numery parzyste od 14–54 i nieparzyste od 13–67), Grzegorza, św. Jana, św. Józefa, Kasprowicza, Krasickiego, Kraszewskiego (bez numeru 1), Kremera, Lelewela, Generała Maczka, 3 Maja (numery nieparzyste od 13–65), Malczewskiego, Norwida, Noskowskiego, Narutowicza (numery nieparzyste 1–19 i parzyste 2–40), Okrzei, Obrońców Westerplatte, Piotra Skargi (numery parzyste od 14 do końca i nieparzyste od 5 do końca), Popielów, Poniatowskiego, Przybyszewskiego, Romera, Salezjańska, Skośna, Stojałowskiego, Bolesława Śmiałego, Światowida, Tokarzewskiego, Ujejskiego, Wróblewskiego, Wybrzeże Jana Pawła II (numery parzyste 6–32), Wyczółkowskiego (numery 2–4), Zawiszy Czarnego, Żeromskiego.